# Sangre y arena (película de 1989)
Sangre y arena es una película española dirigida por Javier Elorrieta. Basada en la novela Sangre y arena de Vicente Blasco Ibáñez, tiene por aliciente la participación de Sharon Stone cuando era todavía desconocida, aunque ya había participado en Las minas del rey Salomón y en Police Academy.
Aunque la película tuvo entre sus guionistas a españoles, se rodó íntegramente en inglés como bien puede verse en el tráiler Blood and Sand, por lo que posteriormente, para su estreno en España, los actores tuvieron que ser doblados. Se estrenó con éxito en el cine Callao de Madrid, y posteriormente en distintos países.

## Argumento
Después de muchas dificultades, Juan Gallardo se convierte en la primera figura del toreo. Se casa con Carmen, su novia de toda la vida. Pero se encuentra con Sol, una joven muchacha rubia, rica y ganadera, por la que comienza a sentir algo especial, marcando así su vida y su carrera como torero.

## Ficha artística

### Actores principales
- Sharon Stone como Sol
- Christopher Rydell como Juan
- Alicia Agut como María
- Ana Torrent como Carmen
- Antonio Flores como Chiripa
- José Luis de Vilallonga como don José